# The Jesus Lizard (EP)
The Jesus Lizard je třetí EP americké rockové skupiny The Jesus Lizard, vydané v únoru 1998 u vydavatelství Jetset Records. Nahráno bylo v roce 1997 ve studiu Chicago Recording Company. Album produkovali Jim O'Rourke, John Cale a Andy Gill. Píseň „Needles for Teeth“, kterou produkoval Cale, vyšla v roce 2012 na kompilaci Conflict & Catalysis: Productions & Arrangements 1966–2006.

## Seznam skladeb
| Pořadí | Název               | Délka |
| ------ | ------------------- | ----- |
| 1.     | Cold Water          | 2:49  |
| 2.     | Inflicted by Hounds | 3:30  |
| 3.     | Eyesore             | 2:47  |
| 4.     | Valentine           | 4:23  |
| 5.     | Needles for Teeth   | 3:48  |

## Obsazení
Hudebníci
- David Yow – zpěv
- Duane Denison – kytara
- David Wm. Sims – baskytara
- James Kimball – bicí

Technická podpora
- Andy Gill – producent (1–4), mixing (2–5)
- John Cale – producent (5)
- Jeff Lane – zvukový inženýr (1–4)
- Jack Wall – zvukový inženýr (5)
- Ron Lowe – doplňující zvukový inženýr (1–4)
- Dan Milazzo – asistent zvukového inženýra (1–4)
- Ub Tirado – asistent zvukového inženýra (1–4)
- Howie Weinberg – mastering
- Jeff Lane – mixing (2–5)
- Jim O'Rourke – remix (5)
- Joe Barresi – remix (1)
- JuJu – fotografie na obalu